# Sutonocrea reducta
Sutonocrea reducta är en fjärilsart som beskrevs av Walker 1856. Sutonocrea reducta ingår i släktet Sutonocrea och familjen björnspinnare. Inga underarter finns listade i Catalogue of Life.